# Club Deportivo Coslada
El Club Deportivo Coslada es un equipo de fútbol del municipio español de Coslada.  Fundado en 1972 actualmente se encuentra en la Preferente de Madrid. Juega en el estadio de El Olivo con capacidad de 5000 espectadores.

## Temporadas
| Temporada | División   | Puesto | Copa del Rey |
| --------- | ---------- | ------ | ------------ |
| 1986/87   | Preferente | 6      |              |
| 1987/88   | 3ª         |        |              |
| 1988/89   | Preferente | 4      |              |
| 1989/90   | Preferente | -      |              |
| 1990/91   | Preferente | 11     |              |
| 1991/92   | Preferente | -      |              |
| 1992/93   | Preferente | 2      |              |
| 1993/94   | Preferente | -      |              |
| 1994/95   | 3ª         | 16     |              |
| 1995/96   | 3ª         | 16     |              |
| 1996/97   | 3ª         | 15     |              |
| 1997/98   | 3ª         | 9      |              |
| 1998/99   | 3ª         | 3      |              |

| temporada | División   | Puesto | Copa del Rey |
| --------- | ---------- | ------ | ------------ |
| 1999/00   | 3ª         | 1      |              |
| 2000/01   | 3ª         | 8      |              |
| 2001/02   | 3ª         | 19     |              |
| 2002/03   | Preferente | 3      |              |
| 2003/04   | 3ª         | 18     |              |
| 2004/05   | Preferente | 2      |              |
| 2005/06   | 3ª         | 10     |              |
| 2006/07   | 3ª         | 18     |              |
| 2007/08   | Preferente | 12     |              |
| 2008/09   | Preferente | 4      |              |
| 2009/10   | Preferente | 3      |              |

- 12 Temporadas en Tercera División

## Palmarés

### Campeonatos nacionales
- Tercera División de España (1): 1999-00 (Gr. VII).[1]

### Campeonatos Regionales
- 1.ª Regional Ordinaria Castellana (1): 1983-82 (Gr. 2).[2]
- Copa RFEF (Fase Regional de Madrid) (1): 2000-01.
- Subcampeón de la Copa RFFM Comunidad de Madrid (1): 1997-98.[3]
- Subcampeón de la Regional Preferente de Madrid (2): 1992-93 (Gr. 1)[4] y 2004-05 (Gr. 1).[5]

### Trofeos Amistosos
- Trofeo Ciudad de Ávila (1): 1999.[6]

### Palmarés del C. D. Coslada "B"
Campeonatos regionales
- Segunda Regional de Madrid (1): 2008-09 (Gr. 4).[7]
- Tercera Regional de Madrid (1): 2007-08 (Gr. 4).[8]
- Subcampeón de la Primera Regional de Madrid (2): 1996-97 (Gr. 2)[9] y 1999-00 (Gr. 2).[10]